# Wincenty Gorączkiewicz
Wincenty Gorączkiewicz (ur. 1789 w Krakowie, zm. 4 lub 11 listopada 1858 tamże) – polski kompozytor, organista i dyrygent.

## Życiorys
Był synem organisty Dominika Gorączkiewicza, po którym objął w 1808 roku stanowisko organisty katedry wawelskiej. Kształcił się w Wiedniu, Dreźnie i Ołomuńcu. Od 1818 roku był dyrektorem Krakowskiego Towarzystwa Przyjaciół Muzyki, był też dyrektorem Bursy Muzycznej przy kolegiacie św. Anny. Dyrygował również orkiestrą teatralną. Współpracował z Franciszkiem Mireckim. Od 1845 roku był profesorem gry na organach w szkole muzycznej przy Instytucie Technicznym, wprowadził do programu szkolnego utwory Ludwiga van Beethovena. Został pochowany na cmentarzu Salwatorskim. 
Skomponował liczne utwory religijne, intermezzo Randez-vous fryzjera (1816) oraz Krakowiaki i tańce góralskie na orkiestrę (1829). Wydał zbiór Śpiewy chóralne kościoła rzymsko-katolickiego (1847). Opracował na 4 głosy pieśń Boże, coś Polskę (1818).
O jego grze organowej wyrażał się z uznaniem goszczący w 1843 roku z wizytą w Krakowie Ferenc Liszt. W 1866 roku w bocznej nawie katedry wawelskiej umieszczono poświęconą mu tablicę pamiątkową.